# Mangofisk
Mangofisk (Polynemus paradiseus) är en fiskart som beskrevs av Carl von Linné 1758. Mangofisk ingår i släktet Polynemus och familjen Polynemidae. Inga underarter finns listade i Catalogue of Life.